# 卑南雀麦
卑南雀麦（学名：Bromus piananensis）为禾本科雀麦属下的一个种。

## 扩展阅读
維基物種上的相關：卑南雀麦